# كلو غولاغر
كلو غولاغر (بالإنجليزية: Clu Gulager)‏ (16 نوفمبر 1928 - 6 أغسطس 2022)، هو ممثل أمريكي، ولد في هولدنفيل، أوكلاهوما.

## الأعمال
- ذا فيرجينيان
- آخر عرض صور
- ذا إف بي آي
- بونانزا
- أيرون سايد
- هاواي فايف أو
- فالكون كريست
- كوينسي إم إي
- السائق نايت
- ماجنوم بي آي
- سيمون وسيمون
- بيفيز وبوت-هيد
- جوال تكساس ووكر

## روابط خارجية
- كلو غولاغر على موقع IMDb (الإنجليزية)
- كلو غولاغر على موقع الموسوعة البريطانية (الإنجليزية)
- كلو غولاغر على موقع ألو سيني (الفرنسية)
- كلو غولاغر على موقع أول موفي (الإنجليزية)
- كلو غولاغر على موقع قاعدة بيانات الأفلام السويدية (السويدية)
- كلو غولاغر على موقع إن إن دي بي (الإنجليزية)
- كلو غولاغر على موقع ديسكوغز (الإنجليزية)
- كلو غولاغر على موقع قاعدة بيانات الفيلم (الإنجليزية)
- كلو غولاغر على موقع كينوبويسك (الروسية)